# Llinda de Can Piu
La Llinda de Can Piu és una obra de Santa Pau (Garrotxa) inclosa a l'Inventari del Patrimoni Arquitectònic de Catalunya.

## Descripció
Can Piu és quasi davant del castell baronial. És una casa de planta baixa i un pis, que ha sofert diferents transformacions posteriors. Es creu que va ser construïda a principis de l'època baronial més tard, al segle xv, s'obriria una nova porta principal, d'estil gòtic senzillíssim. A la llinda es pot llegir: "NON HABEMVS HIC DOMUM PERM NENTEM SED FVTVRAM INQIRIM VS X S. P. 1308 C. X"
La fortalesa dels senyors de Santa Pau servia de muralla per la banda Sud-oest. És el lloc més antic de la vila; la plaça porticada, o firal dels bous, i l'església, corresponen a l'època d'expansió propugnada pels barons.